# 찰스 월터스
찰스 월터스(Charles Walters, 1911년 11월 17일 ~ 1982년 8월 13일)는 미국의 배우이다.

## 출연 작품
- 뛰지말고 걸어라 (1966년)
- 몰리 브라운 (1964년)
- 빌리 로즈스 점보 (1962년)
- 애정의 고빗길 (1960)
- 시머론 (1960년)
- 애스크 애니 걸 (1959년)
- 물 가까이 가지 마라 (1957년)
- 상류 사회 (1956년)
- 유리 구두 (1955년)
- 텐더 트랩 (1955년)
- 이지 투 러브 (1953년)
- 덴저러스 웬 웻 (1953년)
- 토치 송 (1953년)
- 릴리 (1953년)
- 벨 오브 뉴욕 (1952년)
- 텍사스 카니발 (1951년)
- 썸머 스톡 (1950년)
- 바클레이스 오브 브로드웨이 (1949년)
- 이스터 퍼레이드 (1948년)
- 굿 뉴스 (1947년)
- 애보트와 코스텔로 (1945년) - 세일러 역
- 프레즌팅 릴리 마스 (1943년)
- 걸 크레이지 (1943년)